# Krasnosielce (przystanek kolejowy)
Krasnosielce (ukr. Красносільці, ros. Красносельцы) – przystanek kolejowy w miejscowości Krasnosielce, w rejonie tarnopolskim, w obwodzie tarnopolskim, na Ukrainie. Położony jest na linii Szepetówka – Tarnopol.
Przystanek istniał przed II wojną światową.